# Eulithis eminens
Eulithis eminens là một loài bướm đêm trong họ Geometridae.